# El Vilet (Castellterçol)
|  | Aquest article és sobre la masia de Castellterçol. Vegeu El Vilet (Sant Martí de Riucorb) per al poble de Sant Martí de Riucorb . |

El Vilet és una masia del terme municipal de Castellterçol, al Moianès.
Està situada en el sector central-occidental del terme, a ponent de la vila de Castellterçol, a prop i a ponent de l'Argemira i al sud-oest de la Codina.